# 北角半山

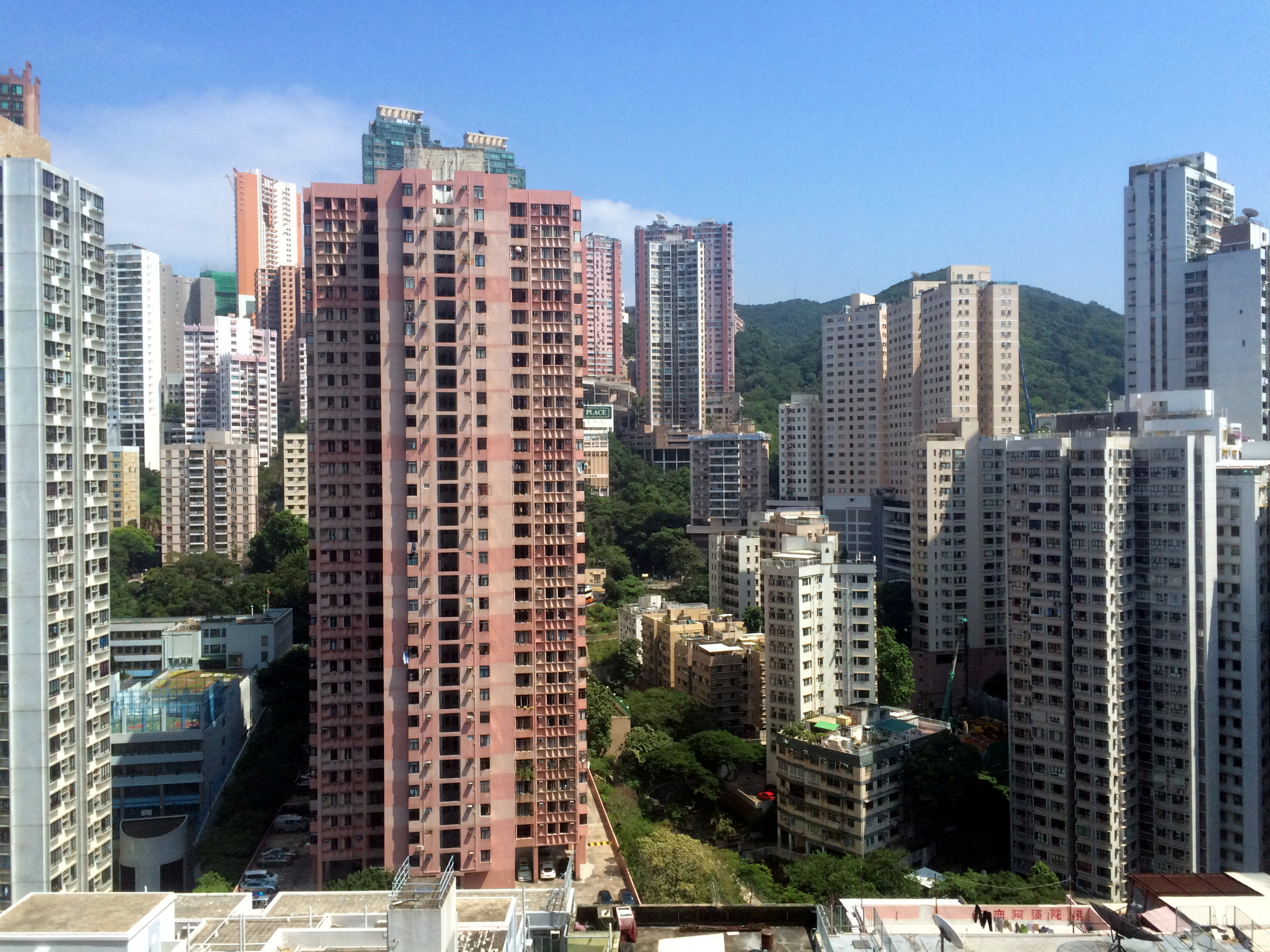
北半山住宅區

北角半山，正名紅香爐、寶馬山，是香港一個傳統豪宅區的俗稱，為港島四大半山片區之一。確實位置為港島天后至北角對上的寶馬山。此區主要由四條道路連接，東接百福道，南接怡景道，西接天后廟道，北接炮台山道。北半山主要道路為雲景道、天后廟道和寶馬山道，雲景道與寶馬山道為半山大戶豪宅的集中地，著名豪宅包括海景臺、海天峰、摩天大廈、雲峰大廈、峰景大廈及賽西湖大廈等。
寶馬山學校林立，學術氛圍濃厚，著名傳統學校包括庇理羅士女子中學、金文泰中學、張祝珊英文中學、蘇浙公學、聖貞德中學、培僑中學、北角協同中學等。知名國際學校有漢基國際學校、英基鰂魚涌小學、香港日本人學校、寶山幼稚園、蘇浙公學國際部等也匯集在寶馬山校園徑一帶。香港首所私立大學香港樹仁大學也紮根於寶馬山慧翠道。

## 住宅
- 怡和苑
- 雲景大廈
- 萬德閣
- 富豪閣
- 富麗園
- 恆景大廈
- 珊瑚閣
- 摩天大廈
- 雲峰大廈
- 峰景大廈等
- 賽西湖大廈
- 寶馬山花園
- 寶馬臺
- 豐林閣
- 柏傲山
- 瓊峯園
- 慧雅閣
- 雲景臺
- 雅景臺
- 海天峰
- 天寶大廈
- 豪景
- 金龍大廈

## 區內學校
- 樹仁大學
- 漢基國際學校
- 香港日本人學校
- 閩僑中學
- 培僑中學
- 蘇浙公學
- 聖貞德中學
- 中華基督教桂華山中學
- 北角官立小學（雲景道）
- 北角協同中學
- 東華三院李潤田紀念中學
- 張祝珊英文中學
- 金文泰中學
- 聖公會聖米迦勒小學
- 庇理羅士女子中學